# Notus (Schiff)
Die Notus war ein Torpedodampfer der Kaiserlichen Marine, der zu Versuchszwecken beschafft wurde. Das Seitenradschiff wurde von der AG Vulcan Stettin gebaut und diente von 1875 bis 1909 als Schlepper.

## Geschichte
Die Notus war einer von drei von der AG Vulcan in Grabow gebauten Torpedodampfer, mit denen die Kaiserliche Marine die Spierentorpedos testen und weiterentwickeln wollte. Zu diesem Zweck waren zuvor bereits jeweils drei weitere Boote von den Werften Devrient in Danzig (Devrient Nr. I bis Nr. III) und Waltjen in Bremen (Waltjen Nr. I bis Nr. III) bestellt worden, die alle wesentlich kleiner als die von der AG Vulcan abgelieferten Dampfer waren. Die Notus war das größte der drei Vulcan-Schiffe, Zephir und Rival verdrängten weniger als die Hälfte. Alle drei waren aber konstruktiv als Schlepper mit Seitenradantrieb ausgelegt. Ihnen folgte noch die von Möller & Holberg gefertigte Ulan als letztes Versuchsschiff für den Einsatz von Spierentorpedos. Es zeigte sich bereits nach kurzer Zeit, dass weder der Spierentorpedo noch das vom britischen Offizier John Harvey (1778–1852) entwickelte System eines Schlepptorpedos zukunftsträchtig waren, weshalb die Versuche bald eingestellt wurden. Die weitere Entwicklung konzentrierte sich auf den von Robert Whitehead und Giovanni Luppis entwickelten „Fischtorpedo“.
Die Notus wurde von der AG Vulcan als deren Baunummer 68 auf Kiel gelegt. Am 2. August 1873 erfolgte der Stapellauf des zunächst schlicht „Nr. I“ genannten Dampfschiffs. Zwei Wochen später legte Generalleutnant Albrecht von Stosch als Chef der Admiralität jedoch fest, dass das Schiff zukünftig den Namen Notus tragen sollte, die altgriechische Bezeichnung für den Südwind. Am 16. Juni 1874 nahm Korvettenkapitän Christian Donner den Torpedodampfer ab. Die Baukosten betrugen 78.500 Thaler. Der Abnahme folgte die Überführungsfahrt nach Kiel, wo am 27. Juni die offizielle Indienststellung stattfand. Die Versuche mit dem Spierentorpedo wurde umgehend begonnen. Am 27. August erhielt die Notus Besuch von Generalfeldmarschall Helmuth von Moltke, der sich samt seinem Stab an Bord des Torpedodampfers aufhielt. Bereits am 12. November 1874 endeten die Erprobungseinsätze wieder.
Schon am 11. Juli 1874 war festgelegt worden, dass die Notus ebenso wie die Zephir als Schleppdampfer zu verwenden sei. Nach dem Ende der Versuchsfahrten wurde die Notus entsprechend umgerüstet und ab dem 15. Dezember 1875 für gut drei Jahrzehnte als Werftschlepper und Tonnenleger verwendet. Am 13. März 1884 diente die Notus dem Kronprinzen Friedrich Wilhelm und dessen Sohn Prinz Wilhelm kurzzeitig, um der von einer Auslandsreise zurückkehrenden Olga entgegenzufahren, die Prinz Heinrich an Bord hatte.
Der Einsatz der Notus als Schleppdampfer endete nach etwa 33 Jahren im Jahr 1909. Das Schiff wurde am 17. April 1909 aus der Liste der Kriegsschiffe gestrichen und kurze Zeit später abgewrackt.

## Technik
Der Rumpf der Notus bestand aus Eisen und war als Querspantbau ausgebildet. Das Dampfschiff war 37,2 m lang, wobei die Wasserlinie 35,1 m maß. Die größte Breite des Schiffsrumpfs betrug 6,7 m, wobei die Kästen der beiden Seitenräder die Gesamtbreite noch einmal deutlich vergrößerten. Die Konstruktionsverdrängung war mit 303 t errechnet, die maximale Verdrängung lag bei 338 t. Bei maximaler Zuladung lag die Notus 2,5 m tief im Wasser.
Die Antriebsanlage bestand aus zwei geneigt angeordneten, oszillierenden Zwei-Zylinder-Dampfmaschinen mit einfacher Dampfdehnung, die eine indizierte Leistung von 500 PSi abgaben. Die beiden Maschinen wirkten auf die Seitenräder mit 4,2 m Durchmesser und konnten das Schiff bei 30 Umdrehungen in der Minute auf 10,6 kn beschleunigen. Den nötigen Dampf mit einem Betriebsdruck von 2 atü erzeugten zwei Dampflokomotivkessel mit einer Heizfläche von zusammen 256 m². Die Kessel waren in einem separaten Kesselraum untergebracht. Der Brennstoffvorrat belief sich auf 30 t Kohle.
Die einzige Bewaffnung, die auf der Notus verbaut war, stellte der Spierentorpedo am Bug des Schiffs dar. Der Sprengkörper an der Spitze der Spiere war 41 kg schwer.
Die Besatzung der Notus hatte während ihrer Zeit als Versuchsschiff eine Sollstärke von 43 Mann, davon drei Offiziere und 40 Mannschaften. Später war die Besatzung auf etwa 25 Mann reduziert.